# Szava
Szava je vas na Madžarskem, ki upravno spada pod podregijo Siklósi Županije Baranja.